# Leopoldo José Brenes Solórzano
Leopoldo José Brenes Solórzano (Ticuantepe, 7 marzo 1949) è un cardinale e arcivescovo cattolico nicaraguense.

## Biografia
Nasce a Ticuantepe il 7 marzo 1949.
Riceve l'ordinazione sacerdotale il 16 agosto 1974 dall'arcivescovo Miguel Obando Bravo.
Il 13 febbraio 1988 papa Giovanni Paolo II lo nomina vescovo ausiliare di Managua e vescovo titolare di Maturba; riceve l'ordinazione episcopale il 19 marzo successivo dalle mani del cardinale Miguel Obando Bravo, coconsacranti gli arcivescovi Paolo Giglio ed Arturo Rivera Damas, S.D.B.
Lo stesso pontefice il 2 novembre 1991 lo nomina vescovo di Matagalpa.
Il 1º aprile 2005 papa Giovanni Paolo II, il giorno prima della sua morte, lo eleva alla dignità arcivescovile nominandolo arcivescovo metropolita di Managua e primate del Nicaragua in sostituzione del cardinale Miguel Obando Bravo.
Il 12 gennaio 2014 papa Francesco ne annuncia la creazione a cardinale nel concistoro del 22 febbraio seguente, nel quale lo crea cardinale presbitero di San Gioacchino ai Prati di Castello.
Dal 15 maggio 2019 al 17 maggio 2023 è stato secondo vicepresidente del Consiglio episcopale latinoamericano.
Dal novembre del 2021 è vicepresidente della Conferenza episcopale del Nicaragua e responsabile dell'area liturgia e catechesi. In precedenza è stato presidente della stessa dal novembre del 2005 al novembre del 2011, dal 18 novembre 2014 al 15 novembre 2017 e dal novembre del 2020 al novembre del 2021.
Il 7 e 8 maggio 2025 ha partecipato come cardinale elettore al conclave che ha portato all'elezione di papa Leone XIV.

## Genealogia episcopale e successione apostolica
La genealogia episcopale è:
- Cardinale Scipione Rebiba
- Cardinale Giulio Antonio Santori
- Cardinale Girolamo Bernerio, O.P.
- Arcivescovo Galeazzo Sanvitale
- Cardinale Ludovico Ludovisi
- Cardinale Luigi Caetani
- Cardinale Ulderico Carpegna
- Cardinale Paluzzo Paluzzi Altieri degli Albertoni
- Papa Benedetto XIII
- Papa Benedetto XIV
- Papa Clemente XIII
- Cardinale Marcantonio Colonna
- Cardinale Giacinto Sigismondo Gerdil, B.
- Cardinale Giulio Maria della Somaglia
- Cardinale Carlo Odescalchi, S.I.
- Vescovo Eugène-Charles-Joseph de Mazenod, O.M.I.
- Cardinale Joseph Hippolyte Guibert, O.M.I.
- Cardinale François-Marie-Benjamin Richard de la Vergne
- Cardinale Pietro Gasparri
- Cardinale Benedetto Aloisi Masella
- Arcivescovo Antonio Taffi
- Vescovo Marco Antonio García y Suárez
- Cardinale Miguel Obando Bravo, S.D.B.
- Cardinale Leopoldo José Brenes Solórzano

La successione apostolica è:
- Vescovo Carlos Enrique Herrera Gutiérrez, O.F.M. (2005)
- Vescovo Silvio José Báez Ortega, O.C.D. (2009)
- Vescovo Rolando José Álvarez Lagos (2011)
- Vescovo Marcial Humberto Guzmán Saballo (2020)
- Vescovo Francisco José Tigerino Dávila (2021)
- Vescovo Isidoro del Carmen Mora Ortega (2021)